# Leptomyrmex darlingtoni
Leptomyrmex darlingtoni Wheeler, 1934 è una formica della sottofamiglia Dolichoderinae, endemica dell'Australia.

## Descrizione
Sono formiche di piccole dimensioni, con capo allungato e dotato di antenne lunghe e sottili. Il pronoto è sottile e allungato, le zampe molto lunghe e sottili. Il capo è invariabilmente di colore rossastro mentre il resto del corpo ha colorazione variabile dal rosso al nero.

## Distribuzione e habitat
La specie è diffusa nelle foreste pluviali del Queensland, da 30 a 400 m di altitudine.